# HNK GOŠK Dubrovnik
O NK GOŠK 1919 Dubrovnik é um clube de futebol com sede na cidade de Dubrovnik, na Croácia. Seu nome vem do bairro Gruž e é um acrônimo para Gruški Omladinski Športski Klub, que em português significa Clube Esportivo Juvenil de Gruž.

## História
O GOŠK foi fundado em 1919 e passou quatro anos na 1. HNL.
Em 1979, os dois antigos rivais, GOŠK e NK Jug, foram fundidos. O nome do novo clube foi batizado GOK-Jug e continuou com esse nome até a Croácia se separar da Iugoslávia. O GOŠK-Jug passou toda a década de 1980 na segunda divisão iugoslava. Juntamente com o HNK Šibenik e o RNK Split, o clube esteve frequentemente próximo da promoção à primeira divisão iugoslava.
Após o colapso da Iugoslávia, o clube mais uma vez se uniu a um time local, desta vez o HNK Dubrovnik 1919 e acabou por desaparecer. A nova instituição competiu nas primeiras temporadas da 1. HNL desde a independência croata. A primeira temporada foi muito atípica, com a guerra ainda em curso. O clube não conseguiu jogar os seus jogos em casa em Dubrovnik devido a ameaças de segurança, por isso jogou em toda uma série de locais, incluindo um famoso jogo disputado em Korčula. Foi muito difícil para o clube ser competitivo nessas circunstâncias e perdeu seus nove primeiros jogos na liga. Luka Bonačić assumiu como treinador e teve muitos empates, muitos deles em 0-0, com um estilo ultra-defensivo e com isso conseguiu levantar o clube da parte inferior da tabela e mantê-los na primeira divisão.
O clube conseguiu permanecer na primeira divisão da Croácia por quatro anos, mas após o rebaixamento o clube começou a afundar lentamente na mediocridade das divisões inferiores croatas.
Pero Vićan fundou um novo clube em 1998 sob o antigo nome de GOŠK. O antigo clube desapareceu devido a dificuldades financeiras, enquanto o novo GOŠK continuou a subir nas fileiras. O novo clube alcançou a segunda divisão do futebol croata em 2000 e lá permaneceu até 2005. O GOŠK terminou penúltimo na temporada 2. HNL, o que significava que precisavam jogar play-offs de rebaixamento - o primeiro foi contra os grandes rivais do NK Konavljanin que eles venceram e logo em seguida contra NK Karlovac para quem eles perderam.
O GOŠK então dominou a 3. HNL, ganhando o campeonato em 10 pontos e ganhando um lugar nos playoffs de promoção. Sua casa em Dubrovnik foi considerada inadequada para a partida, então eles jogaram em Imotski, a 150 km de distância de sua terra natal. O NK Moslavina venceu pelos gols marcados fora de casa, apesar do GOŠK ganhar a partida da volta por 2-1, mas havia perdedio na ida por 1-0
Na próxima temporada, o GOŠK lançou um grande número de jogadores que trouxeram sucesso na temporada anterior. Apesar de marcar apenas um gol fora de casa durante toda a temporada e não ganhar um único ponto fora de casa, o GOŠK manteve o status de terceira divisão. Nos anos seguintes, o GOŠK fez o suficiente para ficar no 3. HNL a cada ano, forçando jogadores muito jovens a entrarem na primeira equipe para economizar salários e porque o clube não tinha as instalações para receber uma licença de segunda divisão.
Na temporada 2012-2013, o GOŠK causou furor ao chegar às quartas de final da Copa da Croata, quando foi derrotado pelo Lokomotiva Zagreb. No primeiro jogo disputado em Lapad, o Lokomotiva venceu por 0-1, enquanto na segunda partida, no Estádio Maksimir, o jogo terminou 0-0. Nas rodadas anteriores o GOŠK passou sem dificuldades pelo Jedinstvo Omladinac de Nedešćina que foi retirado da competição. Nos 1/16 de final, o GOŠK bateu nos pênaltis após o HNK Šibenik, da segunda divisão e nas oitavas de final passou pelo Nedelišće na prorrogação. Nas quartas de final, o GOŠK encarou o Lokomotiva Zagreb, que se revelou um rival muito forte e, mesmo após ser eliminado ao final dos dois jogos, este como o maior sucesso do GOŠK em sua história recente.
Na temporada 2014-2015, o GOŠK foi rebaixado da 3. HNL, após terminar em último. Na temporada 2015-2016, o GOŠK competiu no quarto escalão do futebol croata, a 1. ŽNL Dubrovnik-Neretva. Naquele ano, o GOŠK absorveu o HNK Dubrovnik 1919 e o nome do clube foi mudado para GOŠK 1919 Dubrovnik.
A temporada 2017-16 testemunhou o GOŠK terminando em oitavo lugar na 3. HNL.